# Johann Georg Hiltensperger

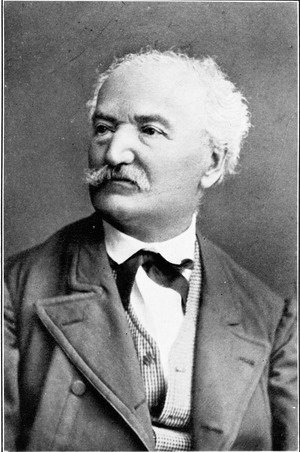
Johann Georg Hiltensperger

Johann Georg Hiltensperger (* 21. Februar 1806 in Haldenwang; † 13. Juni 1890 in München) war Historienmaler und Professor an der Königlichen Akademie der Bildenden Künste.

## Leben
Johann Georg Hiltensperger erhielt seine Ausbildung durch den Kemptener Zeichenlehrer L. Weiß, an der Münchner Königlichen Kunstakademie durch Johann Peter von Langer und an der Kunstakademie Düsseldorf durch Peter von Cornelius.
Ab 1825 wieder in München, übernahm Hiltensperger Aufträge für Gemälde und Fresken von König Ludwig I. und König Maximilian II. Joseph. So führte er beispielsweise in den Jahren 1838 bis 1865 nach Entwürfen von Ludwig Schwanthaler den Odyssee-Zyklus im Festsaalbau der Münchner Residenz aus. Er war Mitglied des Münchner Vereins für Christliche Kunst.
Hiltensperger war in erster Ehe mit der Posthalters- und Gutsherrentochter Anna Theresia von Paur (1806–1831) aus Unterbruck, einer Schwester des Landtagsabgeordneten Carl von Paur, verheiratet. Sein Sohn aus zweiter Ehe war der Maler Otto Hiltensperger.

## Werke (Auswahl)

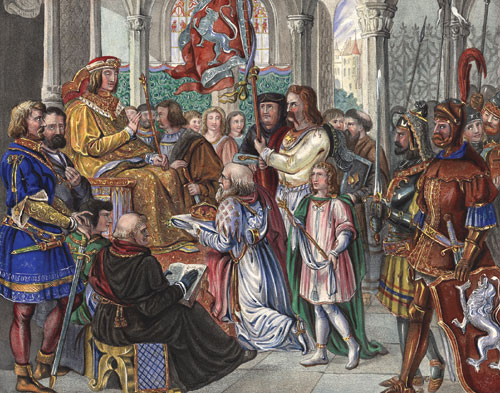
Albrecht III. von Bayern lehnt Königskrone ab

- Fresko Herzog Albrecht III. von Bayern schlägt die böhmische Krone aus in den Hofgartenarkaden (eigener Entwurf)
- Enkaustik-Bilder im Königsbau der Residenz (Entwürfe von Schwanthaler und Julius Schnorr von Carolsfeld)
- Fresken von Rossebändigern in der Säulenhalle der Münchner Hauptpost (eigene Entwürfe)
- Fresken in der Alten Pinakothek (Entwürfe von Cornelius)
- Fresken in den Giebelfeldern des Münchner Hoftheaters (Entwürfe von Schwanthaler)
- Entwurf für Loggien einer Galerie der Eremitage in Sankt Petersburg für einen Zyklus mit Szenen aus dem Leben griechischer Maler
- Ölgemälde Die Olympischen Spiele sowie Roms Blütezeit unter Kaiser Augustus und Fresken im nördlichen Saal des Vorbaus im Maximilianeum
- Malerischer Schmuck mehrerer Zimmer in der königlichen Villa auf der Roseninsel im Starnberger See.
- Altarbild in der Klosterkirche in Andechs

## Grabstätte

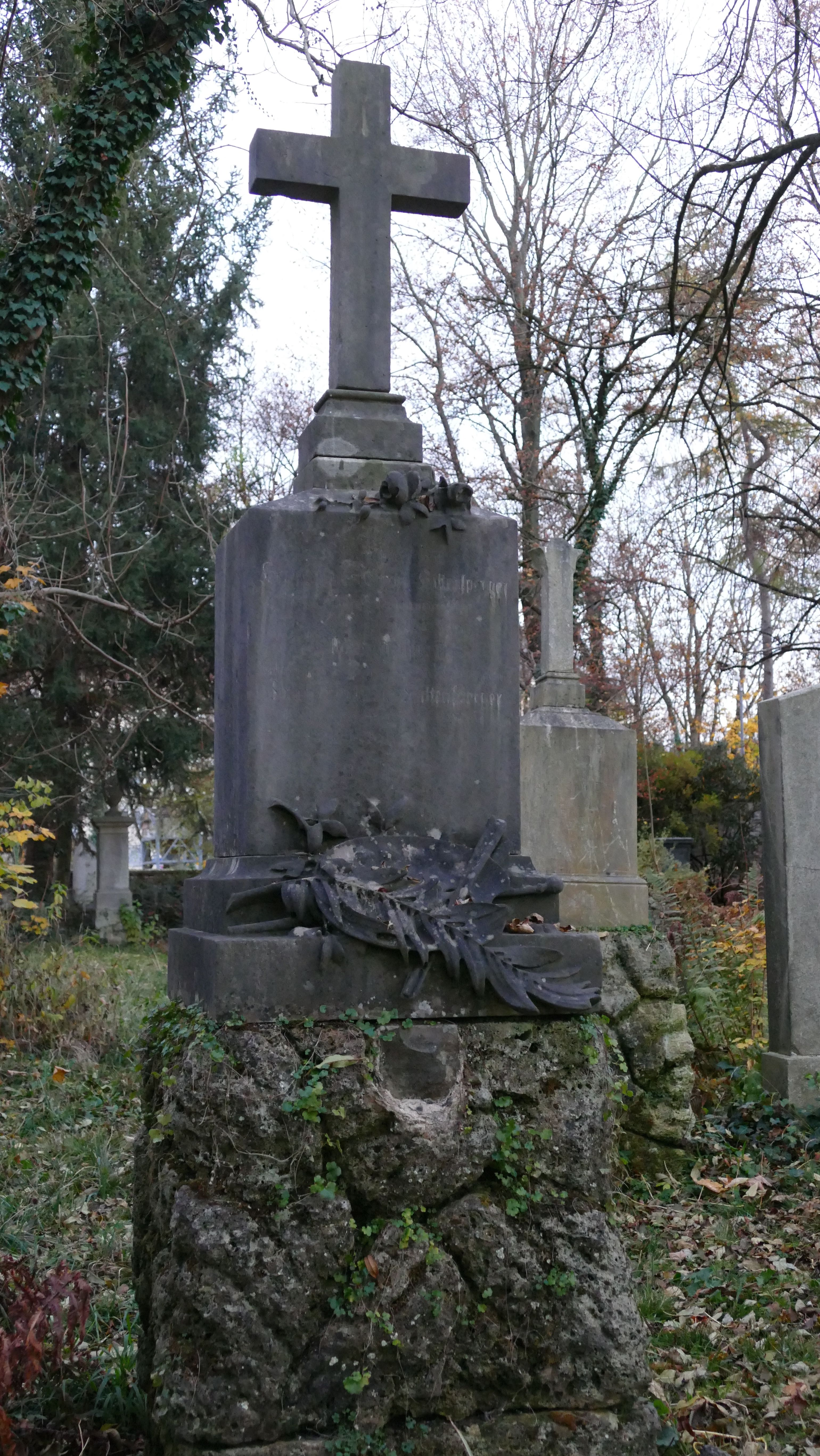
Grab Johann Hiltensperger (Alter Südlicher Friedhof)

Die Grabstätte von Hiltensperger befindet sich auf dem Alten Südlichen Friedhof in München (Gräberfeld 15 – Reihe 13 – Platz 17) Standort.

## Namensgeber für Straße
Nach Johann Hiltensperger wurde 1898 in München im Stadtteil Neuschwabing (Stadtbezirk 4 – Schwabing-West) die Hiltenspergerstraße benannt landmark.